# Edward Teschemacher
Edward Teschemacher (* 1876; † 1940; seit 1914 als Edward Frederick Lockton bekannt) war ein englischer Texter und Übersetzer, der vor allem für den englischen Text des bekannten Lieds Because, von Guy d’Hardelot, in seiner bekanntesten Interpretation von Perry Como bekannt ist.

## Werke
- Because (Because, you come to me) (Guy d’Hardelot)
- I’ll walk beside you (I’ll walk beside you through the world today) – (Murray)
- Until (No rose in all the world until you came) – (Sanderson)

| Personendaten    | Personendaten                        |
| ---------------- | ------------------------------------ |
| NAME             | Teschemacher, Edward                 |
| ALTERNATIVNAMEN  | Lockton, Edward Frederick            |
| KURZBESCHREIBUNG | englischer Songtexter und Übersetzer |
| GEBURTSDATUM     | 1876                                 |
| STERBEDATUM      | 1940                                 |